# Българско консулство в Сяр
Консулството на България в Сяр е дипломатическо представителство на България съществувало в град Сяр, Османската империя, от 1898 до 1912 година и след това в Кралство Гърция от 1914 до 1915 година.

## История
Консулството е открито през 1898 година с ранг на търговско агентство. В 1908 година е издигнато до консулство. Закрито е по време на Балканската война в 1912 година. След Междусъюзническата война в 1913 година градът попада в Гърция. През януари 1913 година българското консулство е открито наново, за да бъде окончателно закрито с намесата на България в Първата световна война на страната на Централните сили.

## Ръководители
| Име              | Години           | Длъжност        |
| ---------------- | ---------------- | --------------- |
| Петър Иванов     | 22 март 1898     | търговски агент |
| Стефан Кукурлиев | май 1900         | управляващ      |
| Данаил Юруков    | 8 август 1902    | търговски агент |
| Георги Кожухаров | 18 януари 1904   | управляващ      |
| Никола Семенов   | 4 януари 1908    | управляващ      |
| Никола Семенов   | 15 януари 1910   | управляващ      |
| Георги Юруков    | 1 август 1911    | консул          |
| Иван Хамамджиев  | 7 октомври 1913  | консул          |
| Георги Груев     | 30 октомври 1913 | консул          |
| Петър Черняев    | 8 януари 1914    | консул          |